# حوزه انتخابیه بهشهر، نکا و گلوگاه
حوزه انتخاباتی بهشهر، نکا و گلوگاه یکی از نه حوزه استان مازندران برای انتخابات مجلس شورای اسلامی است. این حوزه به مرکزیت بهشهر، ۱ نماینده داشته و شهرهای نکا در سال ۱۳۷۴ و گلوگاه در سال ۱۳۸۴ پس از تغییر در تقسیمات کشوری و تبدیل شدن به شهرستان، بخشی از این حوزه انتخابیه می‌باشند.
این حوزه انتخابیه با مساحت در حدود ۳٬۲۲۶ کیلومتر مربع، براساس اطلاعات سرشماری عمومی ۱۳۹۵ که توسط مرکز آمار ایران صورت پذیرفت، ۳۲۸،۳۵۸ نفر جمعیت دارد و پیش از انتخابات دوره یازدهم،‌ واجدین شرایط آن ۲۴۰،۰۶۰ نفر اعلام شدند.

## نمایندگان ادوار مختلف
| دوره    | زمان انتخابات   | نام نماینده    | تعداد آراء | کل آراء اخذ شده | حزب                     |
| ------- | --------------- | -------------- | ---------- | --------------- | ----------------------- |
| اول     | ۲۴ اسفند ۱۳۵۸   | احمد توکلی     | ۲۷٬۸۵۰     | ۵۵٬۴۰۵          | جمهوری اسلامی           |
| اول     | ۲۴ اسفند ۱۳۵۸   | علی‌اصغر رحمانی | ۶۶٬۰۱۸     | ۸۸٬۷۹۱          | مجمع روحانیون           |
| دوم     | ۲۶ فروردین ۱۳۶۳ | علی‌اصغر رحمانی | ۳۷٬۰۲۶     | ۶۸٬۹۷۹          | مجمع روحانیون           |
| سوم     | ۱۹ فروردین ۱۳۶۷ | سیدرسول حسینی  | ۴۱٬۰۳۴     | ۱۰۶٬۰۳۳         | مستقل                   |
| چهارم   | ۲۱ فروردین ۱۳۷۱ | محمدحسن جمشیدی | ۵۲٬۰۳۲     | ۱۰۲٬۸۲۷         | جامعه روحانیت           |
| پنجم    | ۱۸ اسفند ۱۳۷۴   | محمدحسن جمشیدی | ۶۲٬۸۶۰     | ۱۴۸٬۶۸۰         | جامعه روحانیت           |
| ششم     | ۲۹ بهمن ۱۳۷۸    | علی‌اصغر رحمانی | ۶۳٬۶۳۸     | ۱۴۷٬۰۲۵         | ائتلاف اصلاح‌طلبان       |
| هفتم    | ۱ اسفند ۱۳۸۲    | محمدحسن جمشیدی | ۵۰٬۷۴۱     | ۱۴۷٬۰۸۴         | آبادگران                |
| هشتم    | ۲۴ اسففند ۱۳۸۶  | احمدعلی مقیمی  | ۴۶٬۲۴۳     | ۱۴۰٬۹۴۰         | جبهه متحد اصول‌گرایان    |
| نهم     | ۱۲ اسفند ۱۳۹۰   | احمدعلی مقیمی  | ۵۷٬۸۲۲     | ۱۶۴٬۶۷۳         | جبهه متحد اصول‌گرایان    |
| دهم     | ۷ اسفند ۱۳۹۴    | علی‌محمد شاعری  | ۷۰٬۴۰۳     | ۱۷۵٬۹۷۳         | معتمدین انقلابی اصولگرا |
| یازدهم  | ۲ اسفند ۱۳۹۸    | غلامرضا شریعتی | ۵۷٬۹۴۵     | ۱۳۳٬۰۷۰         | شانا                    |
| دوازدهم | ۱۱ اسفند ۱۴۰۲   | غلامرضا شریعتی | ۳۸٬۰۰۸     | ۱۱۳٬۳۴۲         | شانا                    |